# The Dream Chapter: Magic
 (avril 2020).
Albums de TXT
The Dream Chapter: Star
(4 mars 2019) Magic Hour
(15 janvier 2020)
Singles
1. 9 and Three Quarters (Run Away)
Sortie : 21 octobre 2019
2. Magic Island
Sortie : 17 novembre 2019
3. Angel or Devil
Sortie : 28 novembre 2019

The Dream Chapter: Magic (stylisé The Dream Chapter: MAGIC) est le premier album du groupe de garçons sud-coréen TXT. 
Il est sorti le 21 octobre 2019 et marque le premier retour du groupe depuis leurs débuts officiels en mars 2019[réf. nécessaire]. L'album contient huit pistes avec 9 and Three Quarters (Runaway) en chanson titre.

## Liste des pistes
Crédits adaptés depuis Naver.
| 1.    | New Rules                                                                  | - Supreme Boi - EL CAPITXN - Daniel Caesar - Ludwig Lindell - Jordan “DJ Swivel” Young - Candace Nicole Sosa - Max Lynedoch Graham - Matt Thomson - Wilhelm Börjesson - danke | Supreme Boi           | 2:54 |
| 2.    | 9 and Three Quarters (Run Away) (9와 4분의 3 승강장에서 너를 기다려)       | - "hitman" bang - Supreme Boi - Slow Rabbit - Melanie Joy Fontana - Michel 'Lindgren' Schulz - Andreas Carlsson - Pauline Skött - Peter St. James                             | Slow Rabbit           | 3:31 |
| 3.    | Roller Coaster (간지러워/So Itchy)                                         | - "hitman" bang - Supreme Boi - Sam Klempner - Jacob Attwooll - Slow Rabbit - ADORA - Huening Kai - EL CAPITXN - 정바비                                                       | Sam Klempner          | 3:34 |
| 4.    | Poppin' Star                                                               | - "hitman" bang - Shae Jacobs-Lauren Amber Aquilina - ADORA - 정수경 - 송재경                                                                                                 | Shae Jacobs           | 3:13 |
| 5.    | Can't We Just Leave the Monster Alive? (그냥 괴물을 살려두면 안 되는 걸까) | - "hitman" bang - Wonderkid - 신쿵 - Melanie Joy Fontana - Michel 'Lindgren' Schulz - ADORA - Joni - 정수경                                                                   | - Wonderkid - 신쿵    | 3:50 |
| 6.    | Magic Island                                                               | - "hitman" bang - Supreme Boi - Slow Rabbit - Peter Thomas - Jake Torrey - 송재경 - Joni - GHSTLOOP                                                                           | Peter Thomas          | 3:12 |
| 7.    | 20cm                                                                       | - "hitman" bang - Supreme Boi - Jordan Kyle - 신혁 - Jayrah Gibson - danke - ADORA - Hiss noise - 정바비 - Joni                                                               | - Jordan Kyle - 신혁  | 3:37 |
| 8.    | Angel or Devil                                                             | - "hitman" bang - Supreme Boi - Pdogg - Slow Rabbit - Melanie Joy Fontana - Michel 'Lindgren' Schulz - Peter Ibsen - Naitumela Masuku                                         | - Pdogg - Slow Rabbit | 3:52 |
| 27:43 |                                                                            | |                       |      |